# Ewert Linder
Ewert Josef Linder, född 18 september 1937 i Helsingfors, är en finländsk-svensk läkare. 
Linder, som är inriktad på mikrobiologi och parasitologi, blev medicine och kirurgie doktor från Helsingfors universitet 1969. Han var chef för parasitologiska avdelningen vid Statens bakteriologiska laboratorium (senare Smittskyddsinstitutet) i Stockholm 1982–2003 och adjungerad professor vid Karolinska Institutet där 1995–2003.